# Rudolf Krause (fotbalista)
Rudolf Krause (21. ledna 1927 Lipsko – 12. prosince 2003 tamtéž) byl východoněmecký fotbalista, reprezentant a trenér.

## Hráčská kariéra
Téměř celou kariéru strávil v Lipsku. V sezoně 1950/51 se stal s Chemií Lipsko mistrem ligy. V sezoně 1951/52 byl s 27 brankami nejlepším střelcem východoněmecké nejvyšší soutěže (o prvenství se podělil s Kurtem Weißenfelsem). V sezoně 1957 vyhrál s Lokomotive Lipsko východoněmecký pohár.

### Reprezentace
Východní Německo (NDR) reprezentoval ve dvou přátelských utkáních. Debutoval v neděli 14. června 1953 v Drážďanech proti Bulharsku (nerozhodně 0:0) a derniéru měl ve čtvrtek 20. září 1956 v Karl-Marx-Stadtu (dobový název Saské Kamenice) v zápase s Indonésií, který NDR vyhrála 3:1 (poločas 1:1).

### Evropské poháry
Za výběr Lipska nastupoval v Poháru veletržních měst (1956–1960). Odehrál celkem 6 utkání, v nichž vstřelil 3 branky (1955/58: 1/2, 1958/60: 2/0 a 1960/61: 3/1).

### Ligová bilance
| Ročník                   | Zápasy | Góly | Klub                 |
| ------------------------ | ------ | ---- | -------------------- |
| I. liga 1950/51          | 31     | 18   | BSG Chemie Lipsko    |
| I. liga 1951/52          | 34     | 27   | BSG Chemie Lipsko    |
| I. liga 1952/53          | 9      | 4    | BSG Chemie Lipsko    |
| I. liga 1952/53          | 5      | 1    | ZSK Vorwärts Berlín  |
| I. liga 1953/54          | 28     | 12   | BSG Chemie Lipsko    |
| I. liga 1954/55          | 18     | 4    | BSG Chemie Lipsko    |
| I. liga 1955             | 2      | 3    | SC Lokomotive Lipsko |
| III. liga 1955 – sk. jih | 12     | 8    | BSG Lokomotive Výmar |
| I. liga 1956             | 21     | 7    | SC Lokomotive Lipsko |
| I. liga 1957             | 18     | 7    | SC Lokomotive Lipsko |
| I. liga 1958             | 22     | 10   | SC Lokomotive Lipsko |
| I. liga 1959             | 23     | 6    | SC Lokomotive Lipsko |
| I. liga 1960             | 22     | 7    | SC Lokomotive Lipsko |
| I. liga 1961/62          | 21     | 5    | SC Lokomotive Lipsko |
| CELKEM I. LIGA           | 254    | 111  |                      |
| CELKEM III. LIGA         | 12     | 8    |                      |

## Trenérská kariéra
Po skončení hráčské kariéry se stal trenérem. Vedl BSG Stahl Lippendorf (1961–1963), SC Lipsko (1963–1965), BSG Chemie Zeitz (1965–1966), juniory NDR (1968–1976), východoněmeckou reprezentaci do 21 let (1976–1978), olympijský výběr NDR (1979–1980, stříbro z LOH 1980 po finálové prohře s Československem), opět „jedenadvacítku“ (1980–1981) a seniorskou reprezentaci Východního Německa (1982–1983).